# Franziska Martienssen-Lohmann
Franziska Martienssen-Lohmann (6 de octubre de 1887 en Bydgoszcz, Pomerania - 2 de febrero de 1971 en Düsseldorf) fue una famosa pedagoga y maestra de canto alemana.

## Biografía
Estudió piano con Robert Teichmüller en Leipzig y recibió su licenciatura en arte en 1911. Un año más tarde se casó con el pianista y pedagogo Carl Adolf Martienssen. 
Luego estudió canto con John Messchaert en Berlín. En Leipzig, que se dio a conocer como cantante y excepcional maesta de canto. 
Se divorció en 1927, año en que fue nombrada miembro de la Academia de Música de Múnich donde conoció al teórico y pedagogo Paul Lohmann con quien se casó.
Trabajó en la Academia de Berlín y desde 1949 en las universidades de Weimar y Düsseldorf impartiendo clases magistrales en Potsdam, Salzburgo, Lucerna y Escandinavia. 
Referencia del canto alemán y del sistema de canto en general entre sus discípulas más célebres se contaron Elisabeth Grümmer, Leonore Kirchstein, Dieter Slembeck, Jutta Vulpius, Hildegard Hilebrecht, Ingrid Bjoner, Günter von Kannen, Hermin Esser.

## Algunas publicaciones
- Die echte Gesangskunst, 1914
- Das bewusste Singen, 1923; C. F. Kahnt
- Landschaft - Menschen - Ich, Gedichte, 1925
- Stimme und Gestaltung, 1927; C. F Kahnt, C. F Peters
- Berufung und Bewährung des Opernsängers, 1943 ("Der Opernsänger" - Schott Verlag)
- Der wissende Sänger, 1956, Atlantis Musikbuch
- Ausbildung der Gesangsstimme, 1957; Rud. Erdmann Musikverlag (1937 erschienen unter dem Titel "Ausbildung der menschlichen Stimme")
- Gestern und immer, Gedichte, 1966, Atlantis Verlag